# Gametofit

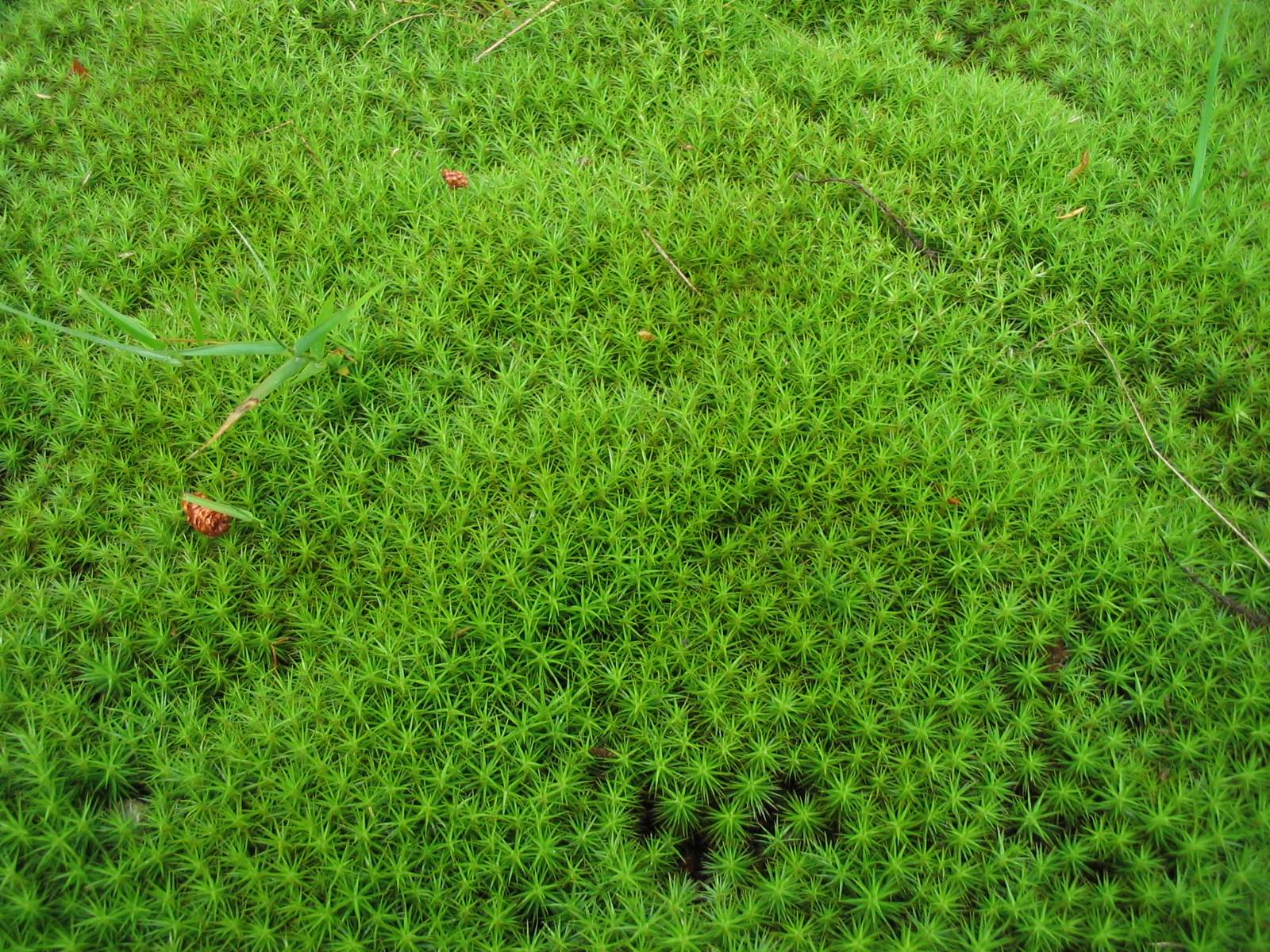
Gametofity złotowłosa strojnego (mech)

Gametofit (z gr. gaméō – zawieram małżeństwo, phytón – roślina) – haploidalne stadium przemiany pokoleń roślin i protistów roślinopodobnych. W dawniejszych ujęciach gametofitem nazywano również analogiczne stadium u grzybów. Nazwę zawdzięcza temu, że daje początek gametom roślinnym w wyniku podziału mitotycznego. Sam gametofit powstaje w wyniku podziału mejotycznego wyspecjalizowanych komórek sporofitu nazywanych zarodnikotwórczymi (archesporami, komórkami sporogennymi lub merystem archesporialnym) i trwa do momentu fuzji gamet. Początkowo gametofity stanowią jednokomórkowe, haploidalne zarodniki. W wyniku kolejnych podziałów mitotycznych rozwijają się wielokomórkowe gametofity o różnej budowie w różnych grupach systematycznych roślin. Dojrzałe gametofity wytwarzają gametangia męskie (plemnie, anterydia), w których powstają plemniki i gametangia żeńskie (rodnie, archegonia) wytwarzające pojedyncze komórki jajowe. U większości roślin lądowych gametofit jest silnie zredukowany i całkowicie lub częściowo zależny od sporofitu ponieważ nie jest w stanie żyć bez dostarczanej do niego wody i substancji odżywczych. Wyjątek stanowią mszaki, u których pokolenie gametofitu dominuje nad sporofitem. 

## Gametofit mszaków

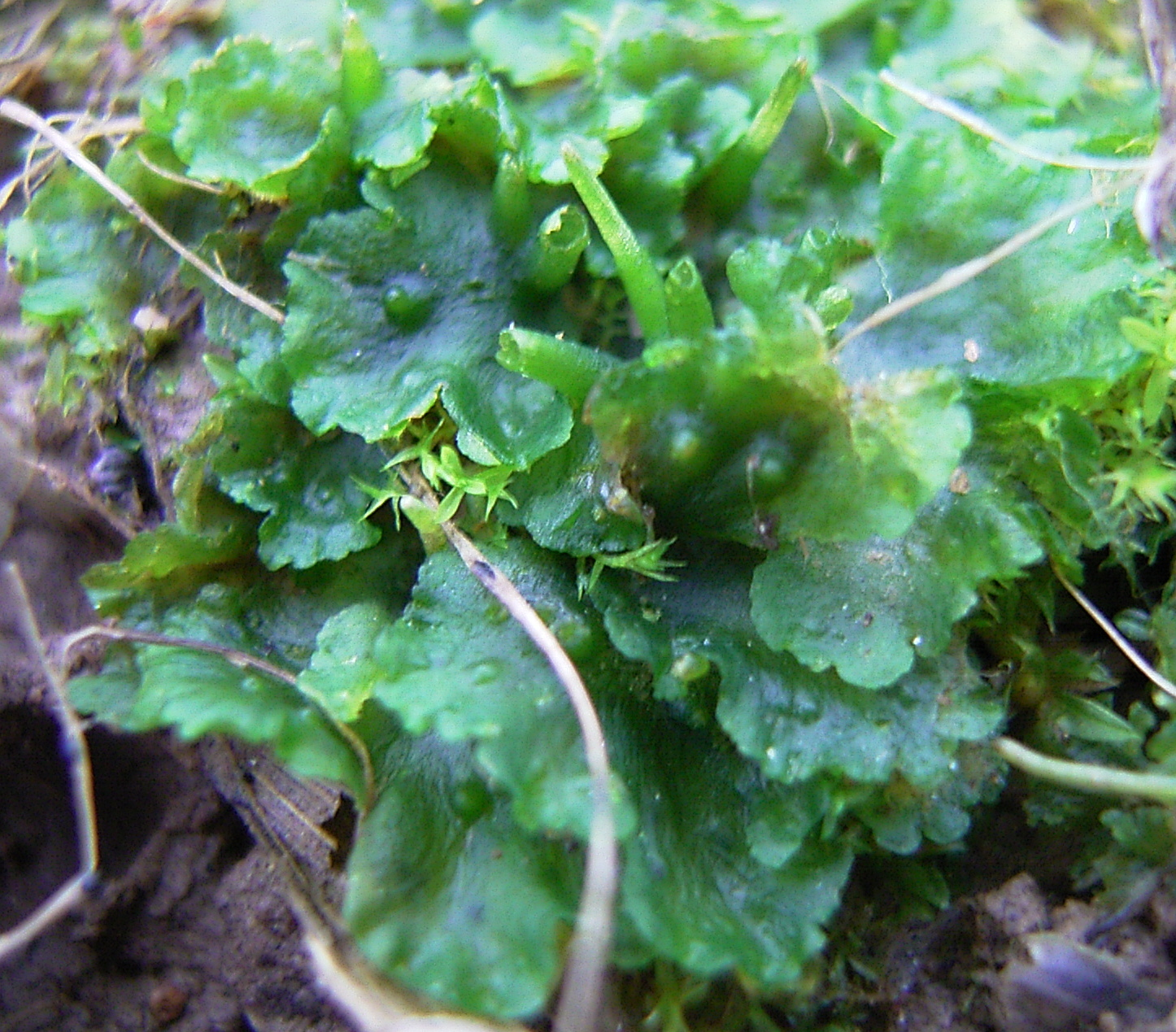
Plechowaty gametofit glewika gładkiego

W świecie roślin gametofit mszaków jest wyjątkowy, ponieważ przeważa nad sporofitem – jest autotroficzny i bardziej okazały. Z zarodnika wyrasta splątek (protonema), z którego rozwija się gametofit plechowaty lub mający formę ulistnionego pędu – gametoforu. Nie posiada tkanek naczyniowych, a jedynie grupy komórek odpowiedzialne za transport wody (hydroidy) i związków organicznych (leptoidy). Poza powstawaniem gametofitu z zarodnika, u mszaków dość często zdarza się, że gametofit powstaje w wyniku apogamii – wyrasta z dowolnej części gametofitu oddzielonej od rośliny macierzystej. Zdarza się też, że powstaje w wyniku aposporii – rozwija się z wegetatywnej komórki sporofitu i w takim przypadku wyjątkowo powstaje gametofit diploidalny. 

### Glewiki
Gametofit glewików jest plechowaty. Ma postać rozetek na brzegach podzielonych płatowato, gładkich lub ze słabo zaznaczonym żebrem. Plecha składa się z wielu (od 5 do 30) warstw niezróżnicowanych komórek. Każda z nich zawiera pojedynczy, duży chloroplast z pirenoidem. Po stronie brzusznej znajdują się gładkie chwytniki. Rodnie i plemnie tworzą się po stronie grzbietowej. Rodnie mają komórkę jajowatą zagłębioną w plesze, prowadzi do niej komórka kanałowo-brzuszna i kilka komórek kanałowych. Plemnie tworzą się po kilka na krótkich trzonkach. 

### Wątrobowce

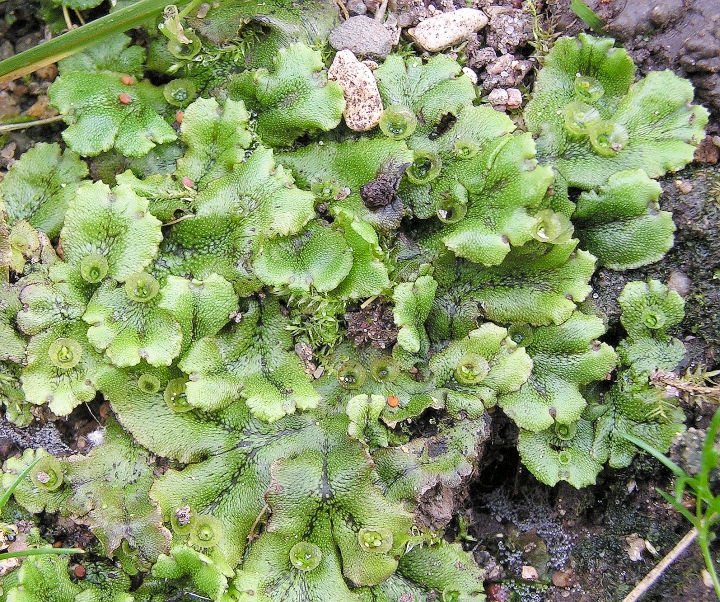
Plechowaty gametofit porostnicy wielokształtnej (wątrobowiec)

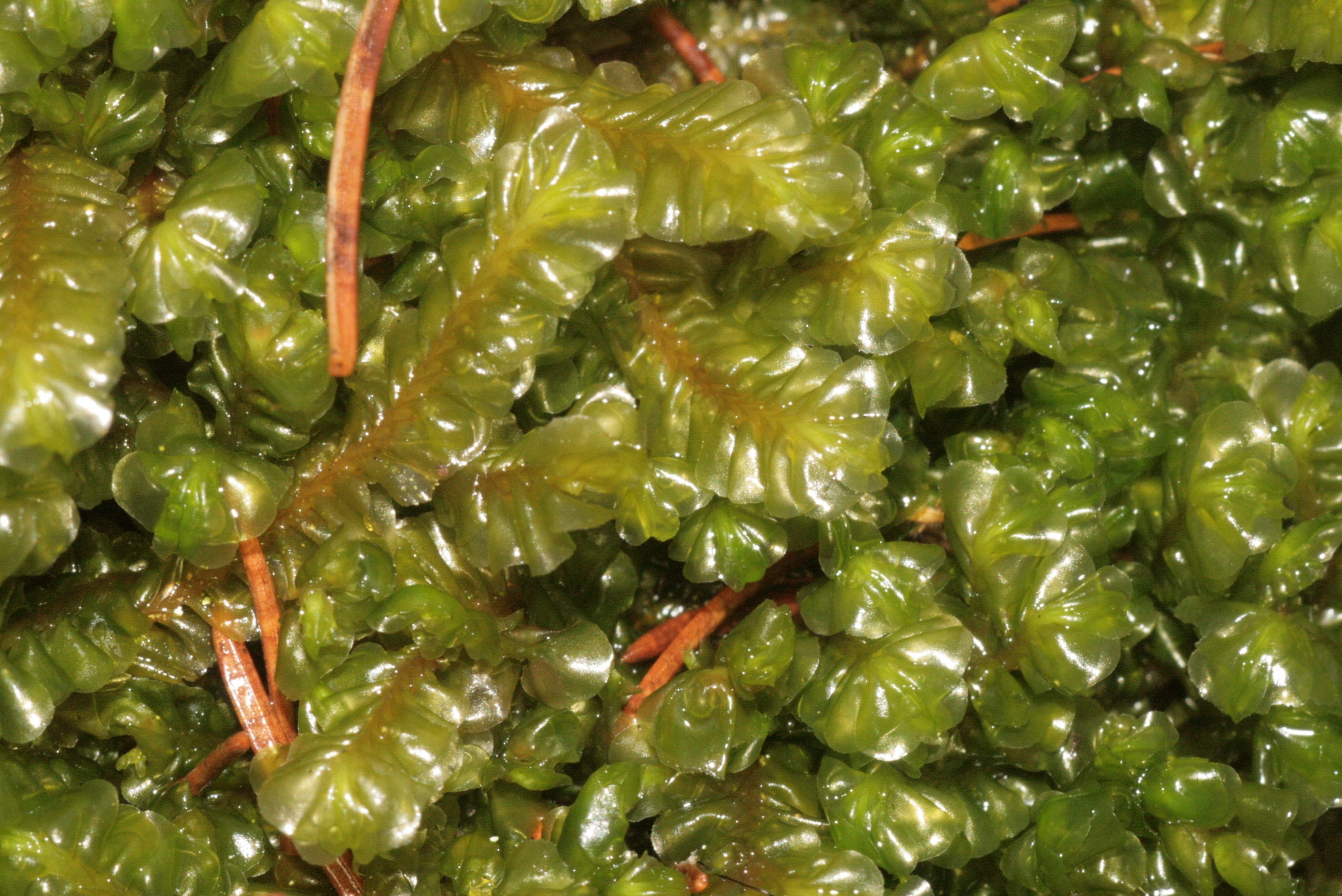
Ulistniony gametofit skosatki zanokcicowatej (wątrobowiec)

Gametofit wątrobowców ma różną postać morfologiczną – od plechowatych, płaskich rozetek lub rozwidlonych taśm, do delikatnych pędów o rozgałęzionych łodyżkach z listkami ułożonymi w trzech prostnicach. Splątek jest z reguły krótkotrwały i słabo wykształcony – ma postać kilkukomórkowej nici, maczugowatego tworu lub krążka. U form posiadających listki są one zbudowane z reguły z pojedynczej warstwy komórek (istnieją bardzo nieliczne wyjątki), niemal zawsze też komórki nie są zróżnicowane. Listki pełnią ważną rolę w zatrzymywaniu wody, przybierając nierzadko kształt kubeczków lub woreczków. Osadzone są szeroką nasadą na łodydze. Mogą być całobrzegie, ząbkowane, orzęsione i podzielone na płaty. Plemnie i rodnie u wątrobowców liściastych osłonięte są listkami zmodyfikowanymi. Okrywające plemnie rosną gęsto, są wypukłe i w efekcie mają postać zwartego kłosa. Listki osłaniające rodnie zwane są perychecjalnymi i są zwykle większe od innych i głębiej podzielone. Sąsiadujące listki często się ze sobą zrastają tworząc wokół rodni okrywę, chroniącą zarówno rodnię jak i później młody, rozwijający się sporofit. Budowa tej okrywy ma istotne znaczenie przy oznaczaniu gatunków.
Porostnicowe
Gametofit ma zazwyczaj postać płatowatej plechy o skomplikowanej budowie wewnętrznej, przytwierdzonej do podłoża jednokomórkowymi chwytnikami. Można w nim wyróżnić aparaty szparkowe, skórkę, tkankę asymilacyjną i tkankę spichrzową.
Jungermaniowe
Gametofit występuje zwykle w formie płożącej się łodyżki zaopatrzonej w listki zbudowane z jednej warstwy komórek i chwytniki. Nie posiada tkanek przewodzących ani aparatów szparkowych, których funkcje zastępują pory.

### Mchy
Po fazie nitkowatego i rozgałęzionego splątka gametofit rozwija gametofor mający postać ulistnionej łodyżki płożącej lub wznoszącej się i przytwierdzonej do podłoża za pomocą chwytników. Gametangia wykształcają się w skupieniach na łodyżce, otoczone okrywą z listków. Splątek wykształca się różnie w różnych taksonach. U prątników jest nitkowaty, z zieloną i asymilującą częścią nadziemną oraz brunatnymi chwytnikami. U torfowców jest początkowo nitkowaty, później blaszkowaty. Naleźliny wykształcają splątek początkowo bulwkowaty, później wyrastają z niego nitki i w końcu tworzy się twór splątany, wstęgowaty. Łodyżki wyrastają z pączków powstających na splątku. Ze względu na kierunek wzrostu i sposób rozgałęziania wyróżnia się łodyżki:
- ortotropowe – o symetrii promienistej, rosnące prosto w górę i rozgałęziające się widlasto,
- plagiotropowe – o symetrii dwubocznej, płożące się po ziemi i rozgałęziające się pierzasto.

W budowie anatomicznej łodyżki wyróżnia się: skórkę (epidermę), korę (sklerodermę), tkankę zasadniczą (parenchymatyczną) i wiązkę środkową.
Listki są z reguły całobrzegie, siedzące i najczęściej zbudowane są z jednej warstwy komórek. Mają kształt zróżnicowany, typowy dla poszczególnych gatunków. Zwykle są większe na łodyżce głównej i mniejsze na gałązkach bocznych. Mają podłużne zgrubienie, tzw. żeberko w części środkowej, pełniące funkcję wzmacniającą, a nie przewodzącą jak wiązki przewodzące u roślin naczyniowych. U nasady listków często występują tzw. uszka powstające z większych od reszty i wypukłych komórek, u niektórych gatunków schodzą one na łodyżkę i zrastają się z nią (listki zbiegające). Listki ułożone są skrętolegle. U niektórych mchów występują tzw. nibylistki – nitkowate, liściokształtne wyrostki służące do zatrzymywania wody. U płonników listki pokryte są charakterystycznymi, podłużnymi listewkami, na przekroju poprzecznym wyglądającymi jak kolumny z kilku-kilkunastu komórek. Listewki te znacznie zwiększają powierzchnię asymilacyjną liścia i ułatwiają gromadzenie wody.

## Gametofit paprotników
Nazywany jest przedroślem. Ulega znacznej redukcji w stosunku do gametofitu mszaków jednak nadal jest on autotroficzny.

### Widłaki
Gametofit zwykle ma niewielkie rozmiary, często bezzieleniowy. Do prawidłowego rozwoju potrzebuje grzyba mikoryzowego.

### Paprocie

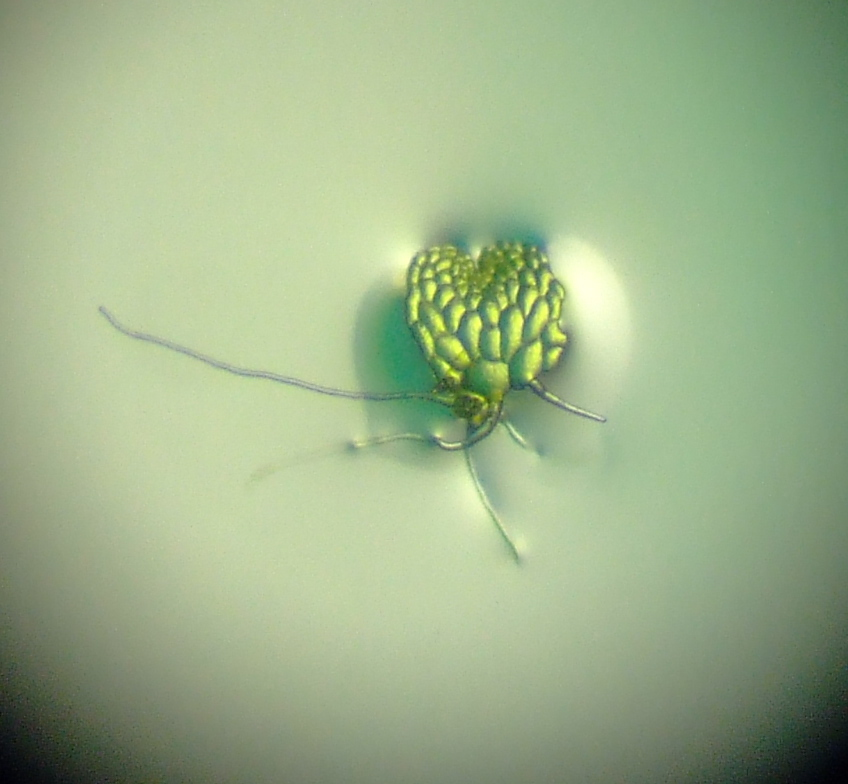
Przedrośle nerecznicy mocnej

Nazywany przedroślem zwykle o niewielkich rozmiarach (do około 7mm) przytwierdzony do podłoża za pomocą chwytników. Jest sercowatego kształtu, zielony i nie posiada tkanek przewodzących. Gametangia znajdują się po spodniej stronie.

### Skrzypy
Gametofit skrzypów jest z reguły rozmiarów kilku centymetrów, ma kształt płatowaty i jest zazwyczaj dwupienny.

## Gametofit roślin nasiennych
U roślin nasiennych następuje daleko posunięta redukcja gametofitu. Gametofit jest dwupienny – gametangia powstają na różnych gametofitach. Gametofity męskie mają postać ziarn pyłku, a żeńskie – zalążków.

### Iglaste
Gametofit męski
Gametofit męski (mikrospora) roślin nagonasiennych ma swój początek wewnątrz woreczków pyłkowych, a dokładniej w znajdujących się w nich komórkach tkanki diploidalnego archesporu (tkanka archesporialna), w którym następują podziały mejotyczne. Powstałe haploidalne komórki początkowo otaczają się ścianą zbudowaną z kalozy, a w późniejszym okresie ścianą zbudowaną z egzyny i intyny. Tak powstała niedojrzała mikrospora dzieli się odcinając od siebie odpowiednią liczbę komórek przedroślowych (zwykle 2-3), które po pewnym czasie obumierają. Ściana pyłku formuje dwa worki powietrzne, dzięki którym ziarna pyłku łatwiej rozsiewane są przez wiatr, ponieważ zmniejszają ciężar właściwy zwiększając powierzchnię całkowitą. Pozostała żywa komórka dzieli się asymetrycznie na kolejne dwie. Większa komórka wegetatywna odpowiedzialna jest za stworzenie łagiewki pyłkowej i częściowo otacza mniejszą komórkę generatywną. Komórka generatywna dzieli się mitotycznie i tworzy gamety męskie w postaci dwóch komórek plemnikowych, które u większości nagonasiennych pozbawione są wici. U nagonasiennych tylko jedna z nich bierze udział w rozmnażaniu, podczas gdy druga degeneruje.
Gametofit żeński
Gametofit żeński roślin nagonasiennych nazywany też makrosporą (megasporą). Podobnie jak gametofit męski rozwija się z tkanki archesporialnej, jednak w tym przypadku tylko z jednej, dużej komórki. Wewnątrz zalążka pojedyncza komórka archesporialna zwiększa swoje rozmiary i zagęszcza się w niej cytoplazma, po czym następuje podział mejotyczny i powstają cztery makrospory. Podział ten ma na celu jedynie zredukowanie liczby chromosomów w jądrze komórkowym o połowę, gdyż trzy z czterech powstałych komórek degenerują i tylko jedna z nich dzieląc się mitotycznie tworzy gametofit żeński. Wewnątrz niego powstają rodnie, a wewnątrz każdej z nich znajduje się pojedyncza duża komórka jajowa.